# Bubeker Rebahi
Bubeker Rebahi –en árabe, بوبكر رباحي– (nacido el 6 de diciembre de 1999) es un deportista argelino que compite en judo. Ganó una medalla de bronce en los Juegos Panafricanos de 2019 en la categoría de –66 kg.

## Palmarés internacional
| Juegos Panafricanos | Juegos Panafricanos | Juegos Panafricanos | Juegos Panafricanos |
| Año                 | Lugar               | Medalla             | Categoría           |
| ------------------- | ------------------- | ------------------- | ------------------- |
| 2019                | Rabat (Marruecos)   | Medalla de bronce   | –66 kg              |